# Anabarhynchus pallidum
Anabarhynchus pallidum är en tvåvingeart som först beskrevs av White 1915.  Anabarhynchus pallidum ingår i släktet Anabarhynchus och familjen stilettflugor. Inga underarter finns listade i Catalogue of Life.